# Frobisher-Bucht

## Lage
Die Frobisher-Bucht (englisch Frobisher Bay) ist ein Meeresarm der Davisstraße, der von Südosten aus etwa 230 km in die Baffininsel in Nunavut im Nordosten Kanadas hineinreicht.
Sie ist umschlossen von den beiden Halbinseln Meta-Incognita (im Südwesten) und  Hall (im Nordosten). In ihrem Inneren liegt der Küstenort Iqaluit (früher Frobisher Bay).
Nahe dieser Bucht befinden sich Loks Island, Edgell Island und Resolution Island.

## Geschichte
Die Frobisher-Bucht wurde 1576 von Martin Frobisher entdeckt. Dieser ging damals jedoch irrtümlicherweise aufgrund der Zeno-Karte davon aus, sich vor der Küste Grönlands zu befinden.